# Nicolás Cabrera
Nicolás Cabrera (1913 — 1989) foi um físico espanhol.
Filho do físico espanhol Blas Cabrera Felipe e pai do físico estadunidense Blas Cabrera.